# مریم هژیروند
مریم هژیروند (زاده ۱۳۴۶ تهران) برنامه‌ریز، دستیار کارگردان، منشی صحنه و بازیگر ایرانی است.

## زندگی‌نامه
وی در ۲۰ اردیبهشت ۱۳۴۶ در تهران متولد شد و در سال ۶۴ دوره بازیگری کانون پرورش فکری کودکان و نوجوانان را گذراند.

## فیلم‌شناسی
فیلم «تصویر آخر» مهدی صباغ‌زاده اولین تجربه تصویری او به‌شمار می‌آید. حضور در فیلم «خواستگاری» مهدی فخیم‌زاده به عنوان بازیگر و منشی صحنه، آغاز فعالیت‌های وی محسوب می‌شود.

### بازیگر
سینمایی
1. دو همسفر (۱۳۷۰)
2. در آرزوی ازدواج (۱۳۶۹)
3. سفر جادویی (۱۳۶۹)
4. خواستگاری (۱۳۶۸)
5. تصویر آخر (۱۳۶۵)

تلویزیونی
1. آذرستان (۱۳۷۰–۱۳۶۹)
2. آپارتمان (۱۳۷٢-١٣٧١)

### دستیار اول کارگردان
سینمایی
1. یک روز بخصوص (۱۳۹۴)
2. در سکوت (۱۳۹۴)
3. طبقه حساس (۱۳۹۲)
4. فرشته‌ها با هم می‌آیند (۱۳۹۲)
5. حوض نقاشی (۱۳۹۱)
6. بوسیدن روی ماه (۱۳۹۰)
7. سعادت آباد (۱۳۸۹)
8. ده‌رقمی (۱۳۸۷)
9. قتل آنلاین (۱۳۸۴)

تلویزیونی
- راه بی‌پایان (۱۳۸۶)
- بچه‌های خیابان (۱۳۸۲)
- اگه بابام زنده بود (۱۳۸۳)
- مکافات

### برنامه‌ریز
سینمایی
1. طبقه حساس (۱۳۹۲)
2. فرشته‌ها با هم می‌آیند (۱۳۹۲)
3. حوض نقاشی (۱۳۹۱)
4. بوسیدن روی ماه (۱۳۹۰)
5. سعادت‌آباد (۱۳۸۹)
6. طلا و مس (۱۳۸۸)
7. راه بی‌پایان (۱۳۸۶)
8. ده رقمی (۱۳۸۷)
9. قتل آنلاین (۱۳۸۴)
10. رقص در غبار (۱۳۸۱)

تلویزیونی
- بچه‌های خیابان
- اگه بابام زنده بود
- مکافات

### دستیار کارگردان و گروه کارگردانی
1. رقص در غبار (۱۳۸۱)
2. مرد آفتابی (۱۳۷۴)
3. خواستگاری (۱۳۶۸)

### منشی صحنه
سینمایی
1. روز کارنامه (۱۳۸۱)
2. عزیزم من کوک نیستم (۱۳۸۰)
3. نگین (۱۳۸۰)
4. آخر بازی (۱۳۷۹)
5. پارتی (۱۳۷۹)
6. شوخی (۱۳۷۸)
7. متولد ماه مهر (۱۳۷۸)
8. مومیایی ۳ (۱۳۷۸)
9. شهر زنان (۱۳۷۷)
10. زندگی (۱۳۷۶)
11. سرزمین خورشید (۱۳۷۵)
12. شب روباه (۱۳۷۵)
13. مرد آفتابی (۱۳۷۴)
14. تحفه هند (۱۳۷۳)
15. کیمیا (۱۳۷۳)

- کلاه قرمزی و پسرخاله (۱۳۷۳)

1. طعمه (۱۳۷۱)
2. عیالوار (۱۳۷۱)
3. دو همسفر (۱۳۷۰)
4. یکبار برای همیشه (۱۳۷۰)
5. جستجو در جزیره (۱۳۶۹)
6. خواستگاری (۱۳۶۸)

تلویزیونی
- ‌چراغ جادو (۱۳۷۹)
- عاشق فقیر (۱۳۷۴)
- مهریه بی‌بی (۱۳۷۳)
- مش خیرالله صندوقچه اسرار (۱۳۷۲)
- آذرستان (۱۳۷۰)